# Ley contra la discriminación por discapacidad
Ley contra la discriminación por discapacidad (en inglés Disability Discrimination Act)
es la denominación de normas legales que, a partir de los últimos años del siglo XX y en el siglo XXI, Estados Unidos ha aprobado con la finalidad de reducir la discriminación contra personas con discapacidad. Leyes similares a ésta han comenzado a aparecer en varios países desde que la noción de derechos civiles se ha hecho más influyente a escala mundial, y sigue otras formas de lucha contra la discriminación y la promoción de la igualdad de oportunidades, encaminadas a la prevención de la discriminación racial y el sexismo, que comenzaron a surgir en la segunda mitad del siglo XX en los Estados Unidos.

## Lista de leyes contra la discriminación por discapacidad

### América del Norte
| Países         | Leyes u otras iniciativas públicas | Texto                                                     |
| -------------- | --- | --------------------------------------------------------- |
| Canadá         | Acta de Personas con Discapacidad de Ontario de 2002 https://web.archive.org/web/20070925054912/http://www.starlingweb.com/ictana/newsv1n1-s.htm#8] |                                                           |
| México         | Ley General para la Inclusión de las Personas con Discapacidad de 2011                                                                              |                                                           |
| Estados Unidos | Ley de Americanos con discapacidad de 1990 (Americans with Disabilities Act)                                                                        | Archivado el 10 de octubre de 2007 en Wayback Machine.(1) |

### América CentralyAntillas
| Países               | Leyes u otras iniciativas públicas                                                                           | Texto                                                                                             |
| -------------------- | --- | ------------------------------------------------------------------------------------------------- |
| Costa Rica           | Ley de Igualdad de Oportunidades para las Personas con Discapacidad de 1996                                  |                                                                                                   |
| Cuba                 | Plan de Acción Nacional para la Atención a las Personas Discapacidades de 1995                               |                                                                                                   |
| Dominica             | |                                                                                                   |
| El Salvador          | Ley de Equiparación de Oportunidades para las Personas con Discapacidad de 2000                              |                                                                                                   |
| Guatemala            | Ley de Atención a las Personas con Discapacidad de 1996                                                      |                                                                                                   |
| Haití                | |                                                                                                   |
| Honduras             | |                                                                                                   |
| Nicaragua            | Ley de Prevención, Rehabilitación y Equiparación de Oportunidades para las Personas con Discapacidad de 1995 |                                                                                                   |
| Panamá               | Ley 3 del 17 de mayo de 1994                                                                                 |                                                                                                   |
| República Dominicana | Ley General sobre la Discapacidad de 2000                                                                    | (enlace roto disponible en Internet Archive; véase el historial, la primera versión y la última). |

### América del Sur
| Países    | Leyes u otras iniciativas públicas | Texto                                                                                                |
| --------- | --- | --- |
| Argentina | Ley de Sistema de Protección Integral de las Personas Discapacitadas de 1981                                                                                                  | |
| Bolivia   | Ley de la Persona con Discapacidad de 1995 | Archivado el 10 de octubre de 2007 en Wayback Machine.                                               |
| Brasil    | Ley Federal de Derechos de las Personas Portadoras de Deficiencia de 1989 (Lei Federal Direito das Pessoas portadoras de Deficiência)                                         | (enlace roto disponible en Internet Archive; véase el historial, la primera versión y la última).(2) |
| Chile     | Ley de Integración Social de Personas con Discapacidad de 1994 | Archivado el 28 de noviembre de 2007 en Wayback Machine.                                             |
| Colombia  | Ley de Integración Social de las Personas con Limitación y se dictan otras Disposiciones de 1997                                                                              | |
| Ecuador   | Ley sobre las Discapacidades de 2001 | Archivado el 19 de octubre de 2007 en Wayback Machine.                                               |
| Paraguay  | Constitución de Paraguay, 1992. Capítulo IV, Artículo 58 Ley n.º 3365/2007. Que exonera a las personas con discapacidad visual del pago del pasaje en el transporte terrestre | |
| Perú      | Ley General de la Persona con Discapacidad de 1998 | |
| Uruguay   | Ley por la que se Establece un Sistema de Protección Integral a las Personas Discapacitadas de 1989                                                                           | |
| Venezuela | Ley para la Integración de las Personas Incapacitadas de 1993 | Archivado el 17 de diciembre de 2008 en Wayback Machine.                                             |

### Asia
| Países   | Leyes u otras iniciativas públicas | Texto                                                   |
| -------- | --- | ------------------------------------------------------- |
| China    | Ley sobre la Protección de las Personas con Discapacidad (Law of the People's Republic of China on the Protection of Disabled Persons) | (1)                                                     |
| India    | Política Nacional para Personas con Discapacidad de 1993 (National Policy for Persons with Disablilities)                              | (1)                                                     |
| Pakistán | Política Nacional para Personas con Discapacidad de 2002 (National Policy for Persons with Disablilities)                              | Archivado el 11 de marzo de 2008 en Wayback Machine.(1) |

### Europa
| Países      | Leyes u otras iniciativas públicas | Texto |
| ----------- | --- | ----- |
| España      | Normativa sobre discriminación por discapacidad |       |
| Reino Unido | Ley contra la Discriminación por Discapacidad de 1995 (Disability Discrimination Act), que ha sido ampliada y enmendada por numerosas leyes, incluyendo la Ley de las Necesidades Educativas Especiales de 2001 (Special Educational Needs and Disability Act), y Ley contra la Discriminación por Discapacidad de 2005 (Disability Discrimination Act). | (1) . |

### Oceanía
| Países    | Leyes u otras iniciativas públicas                                                       | Texto                                                  |
| --------- | ---------------------------------------------------------------------------------------- | ------------------------------------------------------ |
| Australia | Ley de Discriminación de Discapacidad de 1992 (Disability Discrimination Act, Australia) | Archivado el 21 de mayo de 2006 en Wayback Machine.(1) |

(1) Texto en inglés.
(2) Texto en portugués.